# PEACH/HEART
《PEACH/HEART》是大塚愛的第15張單曲同時也是第二張的雙主打單曲。2007年7月25日由艾迴發行其之。DVD版同時發售。

## 關於
- 「PEACH」該曲表示為桃子類似臀部。
- 「PEACH」、「HEART」放在同一張雙主打單曲中是因為「愛心倒過來就是桃子」。

## 收錄歌曲

### CD
1. PEACH (04:12)
日劇「花樣少年少女」主題曲。
第四張專輯《LOVE PiECE》收錄曲。
2. HEART (04:50)
3. 戀愛寫真 -春- (05:00)
4. PEACH（演奏版） (04:12)
5. HEART（演奏版） (04:47)

### DVD
1. PEACH Music Clip

## 排行榜
| 排行榜            | 最高排行 | 首日／週銷售 | 總銷售  | 排行計算時間 |
| ----------------- | -------- | ------------ | ------- | ------------ |
| Oricon 日銷售排行 | #1       | -            | 169,245 | 98天         |
| Oricon 週銷售排行 | #1       | 68,346       | 169,245 | 14個星期     |
| Oricon 年銷售排行 | -        | -            | -       | -            |